# Tūreh
Tūreh (persiska: توره, تولِه, تيلِه) är en ort i Iran.   Den ligger i provinsen Markazi, i den centrala delen av landet, 270 km sydväst om huvudstaden Teheran. Tūreh ligger 1 881 meter över havet och antalet invånare är 2 167.
Terrängen runt Tūreh är kuperad åt nordost, men åt sydväst är den bergig. Runt Tūreh är det ganska tätbefolkat, med 54 invånare per kvadratkilometer. Tūreh är det största samhället i trakten. Trakten runt Tūreh består i huvudsak av gräsmarker.